# (8639) Vonsovsky
(8639) Vonsovsky es un asteroide perteneciente al cinturón de asteroides, región del sistema solar que se encuentra entre las órbitas de Marte y Júpiter.
Fue descubierto el 3 de noviembre de 1986 por Antonín Mrkos desde el Observatorio Kleť.

## Designación y nombre
Designado provisionalmente como 1986 VB1, fue nombrado en honor de Břetislav Vonšovský (1937-2019) quien fue presidente de la rama de Bohemia del Sur de la Sociedad Astronómica Checa. Dirigió el Observatorio Tábor como entusiasta divulgador de la astronomía durante 41 años. Dio conferencias para escuelas y público en general y se interesó por las ocultaciones estelares.

## Características orbitales
(8639) Vonsovsky está situado a una distancia media del Sol de 2,228 ua, pudiendo alejarse hasta 2,538 ua y acercarse hasta 1,919 ua. Su excentricidad es 0,139 y la inclinación orbital 5,132 grados. Emplea 1215,01 días en completar una órbita alrededor del Sol.

## Características físicas
La magnitud absoluta de (8639) Vonsovsky es 14,85. 